# Elección de gobernador regional de Aysén de 2021
La elección de gobernador regional de Aysén de 2021 se realizó el 15 y 16 de mayo de dicho año, así como en todo Chile, para elegir a los responsables de la administración a nivel regional. En aquel contexto, la Región de Aysén elige a su gobernador por primera vez, cargo que reemplaza al anterior de intendente regional, que solía ser designado.

## Sistema electoral
El gobernador regional es elegido por sufragio universal, en un sistema de segunda vuelta. El margen para resultar electo en la primera ronda de votación es un 40% de los votos válidamente emitidos. Si ninguna candidatura logra el 40% de los votos válidamente emitidos, hay una segunda vuelta entre las dos más votadas.
Dura cuatro años en el ejercicio de sus funciones y puede ser reelegido como máximo en una ocasión.

## Resultados

### Primera vuelta
Con el 100 % de los votos escrutados.
|  | 48,72 % |

|  | 34,27 % |

|  | 17,01 % |

|  | 92,18 % |

|  | 2,71 % |

|  | 5,65 % |

|  | 100 % |

|  | 41,28 % |